# Believe (canción de Nami Tamaki)
«Believe» —en español: «Creer»— es el sencillo debut de la cantante japonesa Nami Tamaki, lanzado al mercado el día 23 de abril del año 2003.

## Detalles
La canción que dio a conocer al público a la joven Nami Tamaki, que al momento de su lanzamiento tenía solo 15 años de edad. El tema fue escogido para ser opening de la sería de animación japonesa Gundam Seed, que es una de las más populares de todo Japón y que tiene fanáticos de todas sus sagas, que llevan al aire ya más de dos décadas. A Nami le fue dada la oportunidad de darse la gran vitrina para debutar como cantante en esta serie, lo que llevó al sencillo a convertirse en un éxito prácticamente asegurado, como todas las otras canciones que han sido relacionadas con esta serie de televisión, con varios otros artistas japoneses relacionados.
El sencillo debutó la semana de su lanzamiento en el puesto n.° 5 de las listas semanales de sencillos de Oricon, y llegó a vender finalmente más de 300 mil unidades. Poco tiempo después fue lanzada otra versión del sencillo, "Believe Reproduction", y posteriormente también un DVD del sencillo. Sin embargo, tanto Nami como su sello discográfico supieron que el éxito debido fue por razones externas y no porque la gente le haya gustado realmente la música de Nami Tamaki, por lo que tuvieron que ponerse metas más altas tras descubrir que el tercer sencillo de la joven lanzado al mercado, “Prayer”, no fue tan exitoso como los anteriores que habían sido parte de Gundam Seed.
El video musical de la canción en general es bastante sencillo; sólo tiene dos escenas. La primera y la principal es la de la coreografía, donde Nami realiza profesionales pasos de baile con su plantilla; y la otra es la de una Nami con pelo blanco, que sostiene especies de fierros.

## Canciones
1. «Believe»
2. «Complete»
3. «Can you feel my love»
4. «Believe» (Instrumental)

## Believe Reproduction ～GUNDAM SEED EDITION～
Un mes después de lanzarse la versión regular del sencillo "Believe", el 21 de mayo del 2003 es lanzado al mercado "Believe Reproduction ～GUNDAM SEED EDITION～", una versión del mismo sencillo en versión remix, inspirado fuertemente en Gundam Seed. Este sencillo también incluyó "Final Memory", canción que no contiene la versión regular, y también versiones remezcladas exclusivas. El sencillo incluyó material exclusivo de Gundam Seed, como un calendario.
La canción principal del sencillo, "Believe -Evidence01 Mix-" remezclada por HΛL, fue también incluida en el álbum Greeting.

## Canciones
1. «Believe» -Evidence01 Mix-
2. «Believe» -FREEDOM G CONTROL MIX-
3. «Final Memory»
4. «Final Memory» -happy hardcore mix-